# إد مكافري
إد مكافري (بالإنجليزية: Ed McCaffrey) هو لاعب كرة قدم أمريكية أمريكي، ولد في 17 أغسطس 1968 في واينسبورو في الولايات المتحدة.

## وصلات خارجية
- إد مكافري على موقع إي إس بي إن.كوم (أن.أف.أل)3
- إد مكافري على موقع مرجع كرة القدم المحترفة.كوم (الإنجليزية)